# محمود خسروپناه
سرلشکر محمود خسروپناه (۱۲۶۵–۱۳۵۱)ملقب به عظام‌السلطان فرمانده ژاندارمری در دوران محمدرضا پهلوی و رضا شاه بود.

## خانواده تحصیلات
محمود خسروپناه فرزند آقابالاخان سردار در ۱۲۶۵ به دنیا آمد. او تحصیلات اولیه خود را در مدارس دارالفنون و مدرسه علمیه به اتمام رسانید و سپس برای گذراندن دوره نظامی به مدرسه صاحب‌منصبی ژاندارمری رفت.
خسروپناه در زمان پادشاهی احمد شاه لقب عظام‌السلطان را دریافت می‌کند. نام خانوادگی او در ابتدا امیرسرداری بود که بنا به ملاحظات او از رضاشاه به خسروپناه تغییر می‌کند.

## خدمات نظامی
خسروپناه پس از فارغ‌التحصیلی به خدمت در ژاندارمری پرداخت و در سال ۱۳۰۶ با درجهٔ سرهنگ دومی به سمت ریاست بازرسی ژاندارمری کل کشور منصوب شد. سپس در ۱۳۱۶ معاونت کل ژاندارمری چندی بعد کفیل فرماندهی ژاندارمری و بعد فرمانده ژاندرمری شد. بعد از انحلال ساختار ژاندارمری به دستور رضا شاه خسروپناه با درجه سرتیپی به ارتش منتقل شد و سمت‌هایی مانند: ریاست رکن یک، ریاست ادارهٔ نظام وظیفه را برعهده گرفت.
در دوره بعد از شهریور ۱۳۲۰ او ابتدا به سمت ریاست کل شهربانی منصوب گردید اما در ادامه مجدداً به ژاندارمری برگشته و به ریاست ژاندارمری منصوب شد. در دوره نخست‌وزیری قوام از شغل خود منفصل شده و قوام خود ریاست ژاندارمری را بر عهده گرفت. پس از کناره‌گیری قوام از نخست‌وزیری، تیمسار خسرو پناه در اواخر سال ۱۳۲۵ مجدداً به ریاست ژاندارمری منصوب می‌شود و در سال ۱۳۲۶ با ارتقاء درجه به سرلشگری ریاست دادگاه سرتیپ درخشانی فرمانده لشکر سابق آذربایجان را به علت خیانت و تسلیم لشکر به پیشه‌وری برعهده می‌گیرد. وی در سمت ریاست شهربانی تا زمان بازنشستگی ۱۳۲۸ باقی می‌ماند.
وی در اردیبهشت ماه سال 1352 در گذشت و در امامزاده عبداله شهرري به خاك سپرده شد.
| مناصب نظامی            | مناصب نظامی                         | مناصب نظامی             |
| ---------------------- | ----------------------------------- | ----------------------- |
| پیشین: عبدالمجید فیروز | فرمانده ژاندارمری ایران ۱۳۱۶–۱۳۱۸   | پسین: انحلال            |
| پیشین: حسینقلی سطوتی   | فرمانده ژاندارمری ایران ۱۳۲۲ – ۱۳۲۳ | پسین: محمدحسین جهانبانی |
| پیشین: احمد قوام       | فرمانده ژاندارمری ایران ۱۳۲۵ – ۱۳۲۶ | پسین: محمدصادق کوپال    |

## سایر منابع
قائم مقامی، جهانگیر(۱۳۵۵). تاریخ ژاندارمری ایران از قدیمیترین ایام تا عصر حاضر. تهران: چاپخانه وزارت اطلاعات و جهانگردی